# Диспергування
Диспергування (рос. диспергирование, англ. dispersion, нім. Dispergierung f, Dispergieren n, feine Verteilung f) – тонке подрібнення та розподіл в якомусь об’ємі твердого матеріалу, рідини або газу, в результаті якого виникають дисперсні системи: порошки, суспензії, емульсії, аерозолі. Д. рідини в газовому середовищі називають розпиленням. Д. супроводжує тектонічні процеси, вивітрювання гірських порід, ґрунтоутворення.
Окремі різновиди
- 1. Процес тонкого подрібнення під дією зовнішніх сил більших частинок речовини на менші з метою одержання дисперсійної системи.
- 2. У хімії атмосфери — розбавлення забрудника шляхом поширення в атмосфері завдяки дифузії чи турбулентності.
- 3. Розсіювання  дрібно  подрібненої  речовини  в  середовищі (рідкому або газовому).

## Методи диспергування
- вальцювання
- "Мокра" хімія
- Осадження з газової фази
- плазмове розпилення
- подрібнення вібраційними, планетарними, кульовими та ін млинами (для твердих тіл)
- Ударний стиск (вибух)
- ультразвукове диспергування
- екструзія